# Francisco López Alén
Francisco López Alén, que usaba también el sobrenombre de Mendiz-Mendi (San Sebastián, 9 de enero de 1866-San Sebastián, 27 de julio de 1910), fue un escritor y grabador español.

## Biografía
Colaboró por primera vez con la revista Euskal-Erria, de la que llegaría a ser director, en 1886, con un retrato a pluma de Juan María Guelbenzu; su primera labor literaria en las páginas de la publicación fue una poesía en euskera intitulada «Nere aitari». Como director, siguió la estela de los dos que le habían sucedido en el cargo, José Manterola y Antonio Arzac. «La mantuvo en el marco en que la encontrara, acariciando proyectos de darle mayores vuelos, pero sufrieron hondo quebranto sus bríos casi juveniles, por la insidiosa y larga dolencia que le minaron la existencia», decía de su etapa al frente de la publicación Pablo de Alzola. Al margen de su trabajo en la revista, escribió también una Iconografía biográfica de Guipúzcoa, galería de guipuzcoanos ilustres, que mereció buenas palabras de la Real Academia de la Historia; un Estudio histórico artístico del antiguo convento de San Telmo, de la Ciudad de San Sebastián, con grabados y un plano de la población perteneciente a la época de la construcción, y El ilustre pintor Antonio de Brugada, estudio biográfico, entre otras obras. Fue correspondiente tanto de la Real Academia de la Historia como de la de Bellas Artes de San Fernando.
Falleció el 27 de julio de 1910, cuando se encontraba inmerso en la confección de una Historia de San Sebastián que quería tener lista para el centenario del asedio de la ciudad easonense en 1913.

## Obra
Fue autor de, entre otras, las siguientes obras escritas:
- Oquendo (1894)[2][8]
- Iconografía biográfica de Guipúzcoa[6][8]
- Estudio histórico-artístico del antiguo convento de San Telmo de la ciudad de San Sebastián (1905)[2][8]
- El pintor Antonio de Brugada: apuntes de su vida artística y sus cuadros de la Casa Consistorial (1907)[2]
- La Biblioteca Municipal de San Sebastián (1908)[2]